# Холендер, Иоан
Иоан Холендер (род. 18 июля 1935 г. в Тимишоаре, Румыния) — театральный менеджер. С 1988 по 1992 — генеральный секретарь, с 1992 по 2010 — директор Венской государственный оперы, в истории этого знаменитого театра — рекордсмен по продолжительности руководства. В настоящее время — советник генерального менеджера Метрополитен-опера, художественный руководитель фестиваля Джордже Энеску в Бухаресте и художественный консультант весеннего фестиваля в Токио. Член жюри международных конкурсов, в том числе — конкурса молодых оперных певцов имени Елены Образцовой в Санкт-Петербурге (2015). Член жюри проекта «Большая опера» на телеканале Россия-К (2014). Отмечен многочисленными наградами, среди прочих — кавалер Ордена искусств и литературы Франции.
В 2010 г. прощальный концерт, посвящённый окончанию работы Иона Холендера в Венской опере, с участием Анны Нетребко, Пласидо Доминго, Антонио Паппано и других известных музыкантов, был выпущен на DVD издательством Deutsche Grammophon.